# Caballero Luna
El Caballero Luna (Marc Spector, en inglés: Moon Knight) es un superhéroe ficticio que aparece en los cómics publicados por Marvel Comics. Fue creado por el escritor Doug Moench y por el artista Don Perlin, debutó en el cómic Werewolf by Night #32 (agosto de 1975).
El personaje ha aparecido en varios medios fuera de los cómics, incluidas series animadas y videojuegos. Oscar Isaac interpreta a Marc Spector / Moon Knight, Steven Grant / Mr. Knight y Jake Lockley en la serie de televisión de acción en vivo Moon Knight (2022), parte del universo cinematográfico de Marvel. Caballero Luna fue clasificado por la revista Wizard como el personaje número 149 de cómic más grande de todos los tiempos. IGN también enumeró al Caballero Luna como en la posición 89 de la lista de mejores personajes de cómic, afirmando que el Caballero Luna es más o menos el concepto de lo que sucedería si Batman sufriera el trastorno de identidad disociativo, y también lo colocó en el número 49 en su lista de «los 50 Mejores Vengadores».

## Historial de publicación
Caballero Luna apareció por primera vez en Werewolf by Night# 32 (agosto de 1975), escrito por Doug Moench y dibujado por Don Perlin, como un enemigo del Hombre Lobo en una historia de dos partes, continuada en el #33. El personaje tuvo popularidad con los lectores y se le concedió un lugar en solitario en los números #28-29 del título antológico Marvel Spotlight (1976), también escritos escritos por Doug Moench y dibujados por Don Perlin.
A continuación, tuvo apariciones en Spectacular Spider-Man #22-23, ambos números escritos por Bill Mantlo, con arte de Mike Zeck en el # 22 y Jim Mooney en el # 23; Marvel Two-in-One #52, escrito por Steven Grant con arte de Jim Craig; y Los Defensores #47-50. Caballero Luna tuvo una sección de respaldo en Hulk! Magazine en los números 11-15, 17-18 y 20, así como en Marvel Preview #21, número en el apareció en la portada, todas escritas por Doug Moench, con arte de  Gene Colan en el #11, Keith Pollard en el #12 y Bill Sienkiewicz los demás. Estas apariciones fueron reimpresas en Moon Knight Special Edition #1-3.
Posteriormente inició una serie regular titulada Moon Knight, escrita por Doug Moench y arte de Bill Sienkiewicz.  A partir del #15 Marvel sacó la serie de distribución en quioscos, estando disponible sólo a través del mercado directo en tiendas de cómics. La serie tuvo en 38 números en total. Moon Knight - Fist of  Konshu de Alan Zelentz y Chris Warner, siguió a este título para tratar de establecer un nuevo status quo, pero fue cancelada después de seis números. 
El personaje apareció en el título West Coast Avengers en los número 19 al 41 y los Anuales 1 al 3. Después de una aparición en Punisher Annual #2 en 1989, tuvo nuevamente una serie regular, Marc Spector: Moon Knight. También fue un invitado estelar en The Amazing Spider-Man #353-358, donde tuvo conclusión la historia en curso de su propio título, sobre su guerra con el Imperio Secreto. La serie fue cancelada en el número 60 (marzo de 1994); los últimos seis números fueron dibujados por Stephen Platt, quien después fue contratado por Image Comics por su destacar en su trabajo en ella. Dos one-shots se publicaron mientras este título estuvo en publicación, Marc Spector: Moon Knight - Special Edition #1 y Moon Knight: Divided We Fall. Le siguieron dos series limitada de cuatro números, en enero de 1998 y enero de 1999, que resucitaron al personaje después de que había muerto al concluir el título iniciado en 1989.
Una serie regular de Caballero Luna inició en abril de 2006, escrita por Charlie Huston con arte de David Finch. A partir del número 14, Mike Benson se unió como asesor para escribir el cómic. Benson declaró que planeaba sacudir el status quo después de la historia «La muerte de Marc Spector», que termina a finales de 2008. El artístia Jefte Paolo más tarde se incorporó al título.
El título de corta duración The Revenge of Moon Knight comenzó en septiembre de 2009, escrito por Gregg Hurwitz y dibujado por Jerome Opena. En 2010, la primera encarnación de Caballero Luna apareció en S.H.I.E.L.D. #1, en una batalla contra los Brood. Después de que The Revenge of Moon Knight fue cancelado, Caballero Luna se incorporó a los cómics de los Vengadores Secretos y un relanzamiento de 2010 de Héroes de Alquiler.

## Biografía ficticia del personaje

### Panorama general
Marc Spector es un ex boxeador, infante de marina, agente de la CIA y mercenario, junto a su amigo Jean-Paul "Frenchie" DuChamp. Durante un trabajo en Sudán, Spector se encontró al borde de la muerte después de ser traicionado por su empleador, Raoul Bushman, quién mata al arqueólogo Dr. Alraune frente a la hija y colega del hombre, Marlene Alraune, cuando se toparon con una excavación arqueológica, que Bushman tenía la intención de saquear con fines de lucro. Mientras agonizaba, el dios de la luna egipcio Khonshu se acercó a Spector, a quien le ofreció una segunda oportunidad en la vida a cambio de convertirse en su avatar en la Tierra. Como resultado, Spector resucitó y recibió habilidades sobrehumanas. A su regreso a los Estados Unidos, invirtió el dinero que había acumulado como mercenario para hacer una fortuna, y se convirtió en el luchador contra el crimen "Caballero Luna", con la ayuda de Frenchie y Marlene Alraune, quien se convierte en su amante y, finalmente, en la madre de su hija. También creó múltiples identidades, sobre todo la del millonario Steven Grant, para distanciarse de su pasado mercenario, el conductor de taxi llamado Jake Lockley, para permanecer en contacto con la calle y el elemento criminal y el consultor adecuado, el Sr. Knight.
Más tarde se revela que el Caballero Luna tiene un trastorno de identidad disociativo (TID) (incorrectamente denominado esquizofrenia en algunas historias) y que los alters conocidos como Grant y Lockley se manifestaron originalmente durante su infancia. Otros alters posteriores que no asumen la identidad de Caballero Luna han surgido en otros momentos durante su edad adulta, incluido un astronauta que lucha con hombres lobo; imitadores de Khonshu, Spider-Man, Wolverine, Capitán América, Iron Man y Echo; y una niña pelirroja conocida como Inner Child (que apareció por primera vez en la continuidad de Ultimate Marvel). Se debate en diferentes historias si Spector tiene TID genuino debido a un trauma infantil o si sus síntomas similares son el resultado de un "daño cerebral" causado por su conexión psíquica con Khonshu, una conexión que obliga a su personalidad a cambiar entre los cuatro aspectos principales de la naturaleza multifacética del dios de la luna ("el viajero", "el pionero", "el abrazador" y "el defensor de los que viajan de noche"). Khonshu afirma que creó una conexión psíquica con Spector, Grant y Lockley cuando este último era joven, décadas antes de que se convirtieran en Caballero Luna.

### Origen
Nacido en Chicago, Illinois, Marc Spector es el hijo judío-estadounidense descarriado de Elías Spector, un rabino que escapó de Checoslovaquia debido a las Fuerzas nazis que estaban en el país. Elías Spector llegó a Estados Unidos en donde sufría discriminación por ser judío. En el Otro Vacío, un reino fuera del tiempo y el espacio normal, la entidad Khonshu (una vez adorado como un dios de la luna por la gente del Antiguo Egipto) se interesa por Marc. Khonshu y otros como él no pueden abandonar el Otro Vacío sin gran dificultad, pero pueden crear conexiones psíquicas con anfitriones y avatares en el universo físico de la Tierra. Creyendo que Marc Spector tiene una "mente débil" que lo hace vulnerable a la conexión psíquica, Khonshu elige al niño para que algún día actúe como su caballero y avatar. Después de que Khonshu elige a Marc, el niño descubre por casualidad que el rabino Yitz Perlman, un amigo cercano de su familia, es en realidad un nazi llamado Ernst que continúa atacando y asesinando judíos en secreto. Marc lucha contra Perlman y escapa. Perlman luego desaparece sin dejar rastro.
Debido a esta experiencia traumática, Marc desarrolló el trastorno de identidad disociativo, lo que provocó que desarrollara 2 identidades, Steven Grant y más tarde Jake Lockley. Su padre, al ver el estado mental de su hijo, lo interna en un Hospital psiquiátrico para que recibiera ayuda. Durante su estadía en el hospital, Marc comienza a ser visitado por una figura que dice ser su padre. Esta figura es Khonshu. Marc pasa hasta su adultez en el hospital, y después de que su padre falleció, sale del Hospital psiquiátrico para estar en tiempo de shiva (semana de luto en honor a alguien fallecido en la religión judía). Después del funeral, en la casa de sus padres discutiendo con su madre, Marc cambia a su identidad de Jake Lockley por un momento, por lo que su madre se enoja. Marc vuelve a su identidad normal y le dice a su madre que necesita tomar "aire fresco" pero es una excusa para escaparse y, llegando a su antigua habitación, se escapa por la ventana. 
Marc escapa del hospital y se enlista en el Cuerpo de Marines de los Estados Unidos, donde sirvió durante 3 años hasta que es dado de baja debido a su trastorno de identidad disociativo. Tras dejar el ejército, se une y está un corto periodo de tiempo en la CIA y, cuando deja este trabajo, se convierte en mercenario y boxeador. Después de una muy buena pelea se hace amigo de un piloto de helicópteros francés llamado Jean-Paul Duchamp a quien llama "Frenchie". Después de haber completado una misión, es contratado por Raoul Bushman para robar la tumba de un faraón que había sido descubierta recientemente. En esta misión se encontraban Marlene Alraune y su padre, el Dr. Peter Alraune, el arqueólogo que descubrió la tumba, quien es asesinado por Raoul Bushman momentos después para que le revelarán la ubicación de la tumba. Marc, al ver que mató a un inocente, pierde el control y golpea a Bushman, pero Marc es vencido y queda gravemente herido. Bushman mata a casi todos los arqueólogos y abandona a Marc en el desierto para que esté muriera. Al caer la noche, Marc, con las pocas fuerzas que le quedaban, logra arrastrarse hasta la tumba del faraón, y en la entrada se encuentra con la estatua del dios Khonshu. Éste se aparece frente a Marc y le ofrece salvarle la vida a cambio de que Marc fuera su avatar. Marc acepta y a la mañana siguiente ya no tenía sus heridas y regresa a Estados Unidos con Jean-Paul Duchamp y Marlene Alraune.
Después de su regreso a los Estados Unidos, Spector invierte el dinero que había acumulado como mercenario y desarrolla una pequeña fortuna. Para distanciarse de su pasado como mercenario, Marc utiliza sus identidades. La del millonario empresario Steven Grant, para comprar una finca espaciosa, hacer su traje y su variado equipamiento para luchar contra el crimen, y la del taxista Jake Lockley, para permanecer en contacto con la calle y el elemento criminal. Lockley, adquirió aliados civiles, tales como Bertrand Crawley y Gena Landers y sus hijos.
En la primera aparición del personaje, la organización criminal del Comité suministra a Marc Spector, con el nombre del Caballero Luna, su traje y armas (con plata) para cazar a Jack Russell. En Los Ángeles, el Caballero Luna captura al Hombre Lobo para el Comité, pero luego lo libera y detiene los planes del Comité, lucha contra Russell de nuevo y es mordido (dándole su fuerza basado en las fases de la luna). Él combate al Señor Conquista, hace equipo con Spider-Man para luchar contra Ciclón, combate a Lupinar y su hermano Randall, el Hombre Hacha.
Su verdadero origen - siendo "creado por el Comité" se explica como una artimaña creada por Frenchie para que Marc pueda cerrar el Comité. A continuación, primero se encuentra con el Hombre de la Medianoche y regresa a su Chicago para evitar el envenenamiento de su suministro de agua por un grupo llamado los Hombres Lobo, encontrando a Morfeo y haciendo equipo con Daredevil y lucha contra el Bufón. Luego encontró por primera vez al Vitral Escarlata. Más tarde, se enfrentó una vez más al Hombre Lobo. Combatió a Bora, y se reunió con los X-Men y los Cuatro Fantásticos. Luego conoció al Doctor Extraño.

### El puño de Khonshu
Spector abandona sus identidades de Caballero Luna, Grant, y Lockley después de los efectos de la mordedura de Russell (fuerza basada en el ciclo lunar) y funciona como un hombre independientemente rico abriendo galerías de arte por todo el mundo, con la ayuda del historiador de arte Spence. La relación distanciada de Spector con Marlene termina cuando ella finalmente lo deja por su exmarido cuando se convierte en el Caballero Luna de nuevo.
El culto de Khonshu telepáticamente convoca a Spector a Egipto y le suministra un nuevo arsenal de armas de proyectil de luna, originalmente diseñadas por el viajero del tiempo Ojo de Halcón en el antiguo Egipto. Khonshu mismo se le aparece a Spector y entra en su cuerpo, dándole las mismas capacidades lunares que tenía anteriormente.
Como el agente de Khonshu, ayuda a Los Vengadores de la Costa Oeste, pero por el costo de alienar a Frenchie y además alejando a Marlene. Viaja en el tiempo a 2940 antes de Cristo para rescatar a los Vengadores, donde aprende el diseño de sus armas de Ojo de Halcón. Él oficialmente se une a los Vengadores de la Costa Oeste y entra en una relación con Tigra para que su mandato quede en el equipo.
Mientras investiga al Jinete Fantasma con Daimon Hellstrom, el Caballero Luna y Los Vengadores son atacados por los soldados que trabajan para el rival de Khonshu, Set, que está invadiendo Asgard. Khonshu abandona al Caballero Luna para combatir a Set después de explicar que era su deseo unirse al equipo, no el de Spector. Caballero Luna renuncia al equipo y se reúne con Marlene y Frenchie, solo para morir y ser resucitado por Khonshu una vez más.

### Marc Spector: Caballero Luna
Después del "Puño de Khonshu", un tercer volumen de Caballero Luna fue publicado. Fue la serie de más larga duración, con una duración de al menos sesenta números antes de terminar.
Este volumen presenta al compañero adolescente del Caballero Luna, Jeff Wilde, también conocido como "Medianoche". Wilde es en realidad el hijo del Hombre de la Medianoche, un villano del primer volumen. Caballero Luna por primera vez encontró a la Gata Negra. Medianoche hace algunas apariciones hasta la edición # 24. Convertido en un cyborg por el Imperio Secreto, Medianoche es aparentemente asesinado en la historia "Round Robin" de Amazing Spider-Man, que abarcan los números # 353 - # 358. Medianoche después vuelve a aparecer en el volumen Caballero Luna 4, donde Caballero Luna, aparentemente, le remata para siempre.
Junto a Punisher, él combatió a ULTIMATUM y durante los "Actos de Venganza", combatió al Asesino Alcaudón, Coachwhip, y el segundo Timbre. Luego encontró a Silver Sable, Hombre de Arena y Paladín. Como Marc Spector, fue juzgado por asesinato en Bosqueverde, América del Sur. Formó equipo con Spider-Man y Punisher contra el Imperio Secreto.
Mientras lucha con su hermano Randal Spector sobre quién está destinado a llevar el manto del Caballero Luna, Marc descubre que Khonshu no es el dios de la venganza, sino el dios de la justicia.
A partir de la edición # 38, Caballero Luna aparece en armadura de adamantium en lugar de su traje de kevlar. En la historia de cómics se explica que el Caballero Luna necesita la armadura para mantener su cuerpo en conjunto después de haber sido infectado por el entonces poseído Hobgoblin. La enfermedad es revelada como el villano conocido como DemoDuende tratando de poseerlo. Con la ayuda del Doctor Extraño y Mr. Fantástico, el parásito del DemoDuende se retira. En el número 50, el Caballero Luna aparentemente rompe sus lazos con Los Vengadores al quemar su tarjeta de identificación de miembro después de haber sido traído por Thor para responder a las acusaciones en relación con sus acciones ilegales contra el Doctor Doom. Al final de la serie, Caballero Luna es asesinado violentamente, sacrificándose para salvar a sus seres queridos de un villano computarizado llamado Set y su programa "Hora Cero".

### La Guerra de la Resurrección
En 1998, el escritor Doug Moench, el artista Tommy Edwards, y el entintador Robert Campanella trajeron al héroe muerto de vuelta en una miniserie de cuatro partes. En 1999, Moench y el artista Mark Texeira trabajaron juntos en otra serie de cuatro partes llamada "Alta Extrañeza", que fue nominada al premio Comics Buyer's Guide Fan por Favorite Limited Series. El título de la historia fue dado por error como "Grandes Extraños" en las portadas de la serie limitada. El título correcto de la historia, "Alta Extrañeza", apareció en la portada de cada número.

### Apariciones menores
En 1998 Spector utiliza su Ka para ayudar a un Pantera Negra herido de gravedad a través del Reino de los Muertos.
En 2001 y 2002, Caballero Luna se une a los no unidos "Caballeros Marvel" para capturar a Punisher. Después de hacer una breve aparición en "Los Vengadores Desunidos", hace un retorno en la miniserie menor de 2005 Marvel Team-Up, luchando al lado de Spider-Man, Daredevil, y Punisher. Más tarde aparece en el número 2 de la miniserie de Great Lakes Avengers donde Doorman ofreció reclutarlo en el GLA, pero inmediatamente rechaza la oferta.

### Caballero Luna, 2006 en curso
La primera historia del relanzamiento de 2006 del escritor Charlie Huston y el dibujante David Finch, titulado "The Bottom", explora el retorno de Marc Spector a la lucha contra el crimen después de auto-imponerse el exilio. Su retiro se produce después de una brutal batalla con Bushman. Aunque su cuerpo se ha roto después de una caída tremenda, Caballero Luna finalmente derrota a Bushman al cincelarle la cara con un dardo de luna creciente. La serie destaca la supuesta conexión espiritual de Spector con el dios de la luna, así como su propio estado mental psicológicamente dañado. Después de regresar a su papel como el Caballero Luna, Spector continuamente recibe orientación por lo que él cree que es Khonshu en forma de un Bushman sin rostro. Esta historia también actualiza la línea de tiempo de Marc Spector, lo que sugiere que luchó en la Guerra del Golfo y que su tiempo como mercenario fue durante la década de 1990. También se revela que Frenchie es homosexual y está enamorado de Marc Spector; él indica que es por eso que se quedó para siempre.
En el segundo número, Huston presenta al Perfil, un analista de carácter amoral que el Comité lleva a ayudar a atrapar a Caballero Luna. Él se escapa después de que el plan se derrumbe, y más tarde se convierte en una reacia fuente de información para el mismo Spector.
La historia siguiente, "Sol de Medianoche", se lleva a cabo durante Civil War y sigue al Caballero Luna, quien investiga una serie de asesinatos perpetrados por Medianoche, su compañero anterior. Esta historia también representa el primer contacto del Caballero Luna con otros héroes de Marvel desde su regreso. Spider-Man intenta ponerse en contacto con Caballero Luna, pero es reprendido. Capitán América le hace una visita para entregar una advertencia y, a cambio los dos tienen una disputa. Punisher y Caballero Luna tiene una larga conversación, tanto sobre la naturaleza de sus vigilantes y su pasado común. Caballero Luna se ve forzado a una confrontación final con su excompañero Jeff Wilde (también conocido como Medianoche), aparentemente matándolo para siempre.
Iron Man también investiga las actividades del Caballero Luna colocándolo bajo estrecha vigilancia. Encontrando su estado mental inestable, Iron Man decide que arrestar al Caballero Luna en virtud de la Ley de Registro puede hacer que su inestabilidad mental empeore. Sin embargo, Caballero Luna se identifica como uno de los 142 superhéroes registrados que aparecen en la portada de Los Vengadores: La Iniciativa # 1. Caballero Luna a regañadientes solicita el registro después de mucho insistir a Khonshu, pues no quería que la ley evitara que trabajase. La ley le obliga a someterse a un examen psiquiátrico. El psiquiatra controla el examen, junto con el gobierno y Tony Stark, no teniendo intención de conceder la aprobación de Marc Spector para su registro. Después de hablar con los alter ego reprimidos de Spector, Jake Lockley y Steven Grant, el psiquiatra comienza el proceso de rechazarlo, lo que sugiere prisión futura. Spector rompe el testamento del médico al hablar en la voz de Khonshu y señalando las tendencias antisociales propias del médico, como se lo explica Perfil. El psiquiatra no solo aprueba su solicitud, sino que se inclina a adorarle también. Sin embargo, más tarde, Marc cumple con Perfil con su diálogo sugiriendo que las personalidades encima eran solo un acto para ser aprobado para el registro.
En la historia posterior, "Dios y el país", el escritor Mike Benson y el artista Mark Texeira se hacen cargo de la serie, con Charlie Huston todavía compañeros de conspiración. Esta historia se centra en la capacidad de Caballero Luna (o la falta de ella) como un "héroe social" y la capacidad de Marc Spector (o la falta de ella) para mantener a la gente a su alrededor. Esta historia ve el regreso del clásico villano del Caballero Luna el Espectro Negro. En esta historia Carson Knowles, recientemente liberado de prisión, vuelve a caer en sus caminos como el Espectro Negro y otra vez intenta destruir al Caballero Luna y daña a la ciudad. En el número 19, el final de "Dios y el país", Caballero Luna empuja a Knowles de un edificio aparentemente a su muerte. Esta saga también tiene un papel importante para Tony Stark, como la cabeza de la iniciativa, y disidente principal del vigilantismo del Caballero Luna.
En la edición # 21, una nueva historia comenzó, titulada "La muerte de Marc Spector". Esta historia está escrita por Mike Benson, y se trata de los Thunderbolts, dirigidos por Norman Osborn, que ahora están a la caza de Caballero Luna. Tony Stark y su segundo al mando María Hill discuten con un hombre llamado Sikorsky, que representa a la CSA y desesperadamente quiere que el Caballero Luna sea aprehendido con prejuicio extremo. El propio Marc Spector levanta un asunto de drogas mientras está usando un traje completamente negro, mientras que va a través de un monólogo interior sobre cómo la lucha contra el crimen es mucho más fácil sin la carga de su reputación y reconocimiento de vestuario.
Varias semanas más tarde, después de apenas sobrevivir a un altercado con los Thunderbolts, Spector le pide perdón a Khonshu por darle la espalda y para una asistencia renovada del dios. Khonshu aparece e informa a Spector que no lo necesita más, ya que ahora tiene otros adoradores. Devuelve a Spector su traje del Caballero Luna para ayudar a Frenchie DuChamp en obtener venganza en la pandilla Whyos por atacar su restaurante y herir al amante de Frenchie, Rob, solo para encontrar que el ataque de los Whyos fue diseñado para colocar a Spector en otro conflicto con los Thunderbolts cuando es emboscado por Venom. Después de una breve lucha, Caballero Luna es capturado, pero se escapa cuando S.H.I.E.L.D. aparece. Frenchie se compromete a ayudar a Spector, y Ray se une al equipo reformado también. Bullseye se lanza para matar al Caballero Luna, ya que Spector se prepara para salir con una explosión.
Caballero Luna es después visto combatiendo a Bullseye en las calles de Nueva York. Finalmente lleva a Bullseye a un búnker / almacén donde ha plantado varios explosivos. Bullseye escapa cuando el Caballero Luna enciende los explosivos y se escapa a través de un pasadizo secreto en el piso. Ese mismo día dos conferencias de prensa son llevadas a cabo: una por Norman Osborn para anunciar el éxito de los Thunderbolts y la muerte del Caballero Luna y la otra por Tony Stark, que denuncia los métodos utilizados por los Thunderbolts. Al final del número se puso de manifiesto que el Caballero Luna ha fingido su muerte y se esconde en México. También se reveló que el personaje de Marc Spector ha "muerto" y que Jake Lockley está ahora en control.
Ahora viviendo como Lockley, el Caballero Luna escapó a México. Acostado para evitar llamar más la atención de la Ley de Registro, Lockley se ve acorralado en una misión que involucra carteles criminales, dos bulliciosos asesinos luchadores hermanos y un asesino avatar tolteca. Durante este período en México, Caballero Luna se entera de que Punisher lo estaba siguiendo desde el momento en que cruzó la frontera. El razonamiento de Frank Castle era que sabía que Caballero Luna se encontraría involucrado de alguna manera con el mismo cartel que Frank había estado persiguiendo; sin embargo, el avatar del dios tolteca hizo un trabajo rápido del cartel.
Finalmente, el superhéroe Civil War terminó con Norman Osborn como director de H.A.M.M.E.R. y con él reemplazando a S.H.I.E.L.D. Lockley sabe que Osborn había estado detrás del grupo de Thunderbolts enviados para matarlo y que un psicótico trastornado no estaba en condiciones de dirigir las agencias de seguridad nacional de los EE. UU., Por lo que Moon Knight decidió que era hora de un regreso.

### La venganza del Caballero Luna
Caballero Luna regresa a Nueva York después de fingir su muerte con Jake Lockley como su personalidad dominante, pero sigue luchando contra su naturaleza violenta y se siente vigilado por un pequeño verdugo imaginario que se asemeja a un hombre en el traje de Caballero Luna con un cráneo de ave que le incita a matar. Mientras trata de caminar por el camino de un héroe, regresa audazmente contra muchos criminales pero no mata a ninguno de ellos; ahora la gente de Nueva York comienza a verlo como un héroe y no como un vigilante asesino, para desdén de Norman Osborn. La personalidad de Jake ha sido una lucha contra el demonio interno que intenta hacer que mate mientras hace malabares con la sobriedad.
Más tarde, el Vigía toma al Caballero Luna a través de la ciudad, mientras que salva a la gente y detiene los crímenes diciéndole a Lockley que a la larga va a ser probado y que va a fallar a lo que el Caballero Luna responde: "Y tu también". Ellos se quedan mirando unos a otros por un momento antes de que el Caballero Luna finalmente se vaya.
Norman Osborn cita al Encapuchado y al Perfil para acabar con el Caballero Luna, usa los poderes de Dormammu para devolver a la vida al enemigo Bushman. El Encapuchado usa su poder de la resurrección para que Bushman regrese a la vida. Bushman vuelve a reunir un ejército reclutando al Espantapájaros para que entre en el Asilo Ravencroft, donde lobotomizan a los prisioneros para hacerlos más compatibles.
Mientras tanto, Jake Lockley intenta hacer las paces con Marlene y Frenchie por su comportamiento anterior y crisis nerviosa. Bajo la persona de Jake Lockley, se le considera más cuerdo; Marlene menciona que sus "ojos son claros". El ejército de Bushman pronto ataca Nueva York al volar una línea de gasolina. Caballero Luna trata de someter a los presos del asilo hasta que los cuervos del Espantapájaros descienden sobre el campo de batalla. Bushman se las arregla para escapar, solo para luego ser confrontado por el Caballero Luna cerca de algunos muelles. Un creciente Khonshu exige venganza, sin embargo, Caballero Luna se las arregla para desafiarlo y salvar la vida de Bushman. En la conclusión, Bushman termina en la cárcel, Jake Lockley comienza una nueva vida con Marlene.
El Caballero Luna luego se da cuenta de un ataque en un hospital y se enfrenta a Deadpool, quien está a punto de matar a un anciano. Caballero Luna evita el asesinato, pero se entera de que el hombre era un mafioso ucraniano que secuestró a niños de familias que no vendieron sus propiedades a su empresa de bienes raíces. La madre de un niño desaparecido contrató a Deadpool para matar al mafioso antes de que sucumbiera a la enfermedad terminal. Caballero Luna puede encontrar al niño, pero no puede evitar que la madre inyecte al mafioso cloruro de potasio.
El Caballero Luna luego se topa con Spider-Man y lo ayuda a derrotar al Hombre de Arena, gracias a que Frenchie usa los motores a reacción del avión de combate del USS Intrepid atado en la red de Spider-Man para volar al Hombre de Arena. El comandante Steve Rogers reconoce su estabilidad mental y su trabajo en equipo, por lo que le pide que se una a los Vengadores Secretos para rescatar a un carguero de petróleo de los terroristas. Durante la escaramuza en la cubierta, Caballero Luna puede asegurar a los rehenes, sin matar a ningún terrorista. Los terroristas luego usan una caracola mágica para convocar monstruos marinos mientras el barco se hunde. Caballero Luna luego bloquea su armadura y se asegura a sí mismo en un plato grande y el caballo alado de Valquiria, Aragorn, para que pueda volarlos.

### Los Vengadores Secretos
Caballero Luna ha sido confirmado como miembro del equipo de Los Vengadores Secretos (mayo de 2010). Esta serie será escrito por Ed Brubaker y contará con el Steve Rogers, Máquina de Guerra, Valquiria, Bestia y Nova, así como la sed de redención del Caballero Luna. Permaneció con los Vengadores Secretos hasta que Ojo de Halcón reorganizó la formación.

### La tierra de las sombras
Durante la historia de La historia de las sombras, el Caballero Luna ha renunciado a la personalidad de Marc Spector y solo pasa por Jake Lockley. Daredevil, que ha sido poseído por La Mano, contrata a Perfil para derribar al Caballero Luna. Durante un asalto a la fortaleza de Shadowland con Iron Fist, Ghost Rider, Spider-Man, Luke Cage y Elektra, Daredevil casi mata al Caballero Luna, pero Khonshu aparece y le pide que le perdone la vida. Daredevil aparentemente puede ver la aparición y lo deja. Khonshu revela que salvó la vida del Caballero Luna para matar al segundo avatar de Khonshu y liberar a la antigua Sapphire Crescent. Resulta que el impostor es el hermano del Caballero Luna, Randall Spector en el alias del Caballero Sombra. El Caballero Sombra luego ataca la casa de Spector y casi mata a Marlene, quien antes reveló que estaba embarazada. Ambos terminan en Nueva Orleans rastreando el Sapphire Crescent. Luchan hasta un enfrentamiento, con Randall manteniendo a un rehén y Caballero Luna está fuera de lanzar medias lunas. El Caballero Luna luego usa a Sapphire Crescent para matar a su propio hermano antes de que pueda matar a más rehenes. Esto hace que tenga un colapso mental y resurja la personalidad de Marc Spector nuevamente.

### Relanzamiento (2011)
Se anunció en la New York Comic Con que 2011 vería el lanzamiento de una nueva serie del Caballero Luna por Brian Michael Bendis y Alex Maleev, la cual Bendis describió como una "completa reinvención del personaje en cada nivel concebible." Este volumen fue lanzado en mayo de 2011 y está programado para terminar con la edición # 12 en abril de 2012.
En la serie, Spector aparece en Los Ángeles como el creador de un programa de televisión basado en su origen y sus hazañas llamado "Leyendas de Khonshu". Más tarde, como el Caballero Luna, él intercepta un envío de un cuerpo robótico de Ultrón. Spector también ha desarrollado tres nuevas personalidades múltiples basadas en Spider-Man, Wolverine, y el Capitán América original que ayudan a guiarlo. El Caballero Luna se pone la cabeza de Ultrón, y ataca a un club nocturno junto a Spider-Man llegar al misterioso Kingpin de Los Ángeles. El Caballero Luna acaba con el líder del club Boca de Dragón, pero recibe un balazo de un guardia antes de conseguir respuestas. Era la superheroína Echo que lo salvó, pero que perdió su cobertura en el proceso. El Caballero Luna y Eco a continuación, forman un equipo contra Kingpin. Mientras tanto, también se reveló que Spector contrató a un exagente de S.H.I.E.L.D., Buck Lime para diseñar sus armas mientras se hace pasar por un soldado de consultor de fortuna para su programa de televisión. Después de una pelea con el Turno de Noche (enviados por Boca de Dragón), Caballero Luna y Eco formalmente se alían contra el Kingpin. Buck, sin embargo, informa a los Vengadores de la cabeza de Ultrón, y visitan a Spector que les convence (y más tarde Buck) que sabe lo que está haciendo. Junto a Buck y Eco, el Caballero Luna acaba con el Kingpin, que resulta ser el Conde Nefaria y captura a Boca de Dragón (aunque Nefaria escapó). Pero el Caballero Luna y Eco siguen atacando las bases de operaciones de Nefaria. Pronto, sin embargo, Nefaria contraataca, y Echo es asesinada. Esto envía la personalidad de Wolverine del Caballero Luna al modo berserker y aparentemente mata a las personalidades del Capitán América y Spider-Man. Caballero Luna procede a atacar violentamente a Nefaria, que recibe una fuerte paliza. Nefaria, sin embargo, sobrevive y envía a su hija, Madame Máscara para recuperar la cabeza de Ultron, que tiene éxito. Caballero Luna y Buck toman represalias y la atacan. Madame Máscara está a punto de vencer al Caballero Luna, pero en ese momento desarrolla una personalidad Echo, que le dice que no la deje morir en vano. El Caballero Luna contraataca y derrota a Madame Máscara. Mientras tanto, la policía hace que Boca de Dragón testifique contra Nefaria y obtenga una orden de arresto. Nefaria ataca furiosamente la estación de policía y está a punto de matar a Boca de Dragón, pero Caballero Luna interviene nuevamente. En la batalla que sigue, el Caballero Luna es golpeado, y Nefaria le ordena que devuelva la cabeza de Ultron y trabaje para él. El Caballero Luna le dice a Nefaria que la cabeza está afuera, pero las mesas se giraron como Caballero Luna había llamado a los Vengadores, y Nefaria fue derrotado. Al día siguiente, Tony Stark felicita a Marc Spector por un trabajo bien hecho y le dice que Ultron está esperando y planeando un holocausto de robots. Después de que Stark se va, parece que Spector también desarrolló una personalidad de Iron Man. En el epílogo de la serie, Spector deja Hollywood.

### Avengers vs. X-Men(2012)
Durante los eventos de Avengers vs. X-Men, Caballero Luna se asoció con Falcon y She-Hulk como parte de un pequeño equipo de Vengadores asignados para vigilar la Escuela Jean Grey para Aprendizaje Superior. Durante la siguiente escaramuza iniciada por Frenzy, el Caballero Luna engaña a Gambito para que dañe su armadura, permitiendo al Caballero Luna agarrar a Rogue con su mano desnuda y volverla loca con sus múltiples personalidades. Es visto por última vez en la Torre Stark como uno de los muchos antiguos Vengadores que celebran el regreso de Janet van Dyne.

### Volumen 5 (2014–2015)
Spector ha regresado a Nueva York y ahora utiliza dos personajes disfrazados. El primero es Caballero Luna, que utiliza una gran cantidad de equipos de alta tecnología, como un planeador / dron controlado por voz, junto con baratijas mágicas como un casco de calavera encantado y otros apósitos chamánicos. Como Caballero Luna, Spector trata con territorio desconocido, a menudo profundizando en lo sobrenatural. La segunda persona es el Sr. Caballero, vestido con un traje de negocios completamente blanco, guantes y máscara, que consulta con el Departamento de Policía de Nueva York y trata con matones y crímenes comunes como el secuestro.

### Volumen 6 (2016–2017)
Se lanzó un sexto volumen como parte de All-New, All-Different Marvel con el autor Jeff Lemire y el artista Greg Smallwood. En esta serie, Marc Spector se despierta en un instituto mental sin recordar su pasado o cómo llegó allí. El personal, dirigido por el Dr. Emmit, parece tener poderes sobrenaturales y frustra los intentos de Marc de recuperar su pasado. Conoce a otros reclusos, Gina, Marlene, Frenchie y Bertrand Crawley, pero ve al Caballero Luna en la televisión y luego comienza a cuestionar su cordura.

### Marvel Legacy (2018)
Después de volver a apropiarse de Khonshu, Marc Spector retomó su vida normal y su alias Caballero Luna a pesar de romper con Marlene Alrune. Mientras tanto, Raoul Bushman colabora con un misterioso paciente mental al que solo se hace referencia como "Paciente 86", que se convierte en un avatar de Ra y se hace llamar el Rey Sol. Juntos idean un plan para matar al Caballero Luna. Para cumplir los planes de matar al Caballero Luna, Bushman y Rey Sol fueron a la casa de Marlene y descubrieron que ella y Jack Lockley tenían un hijo juntos, para sorpresa de Marc Spector y Steve Grant. Raoul y Rey Sol secuestran a Marlene y obligan al Caballero Luna a visitar una isla dedicada a Ra. El Caballero Luna recibe drogas psicodélicas y finalmente se ve obligado a enfrentarse con el Rey Sol. Khonshu le sugiere al Caballero Luna que tal vez el Rey Sol solo crea que él es el avatar de Ra y que si Marc Spector es realmente el avatar de Khonshu, debería ser capaz de manifestar poderes. El Caballero Luna es capaz de vencer al Rey Sol y Bushman.

## Comparaciones con Batman
Caballero Luna es a menudo criticado como un sustituto de Batman. Charlie Huston, escritor del relanzamiento de 2006 del Caballero Luna, intentó responder a estas críticas en una entrevista en Comixfan. El entrevistador señaló que la comparación no es infundada, ya que ambos Caballero Luna y el Caballero Oscuro son humanos ricos y "normales" que utilizan aparatos para combatir el crimen.
Huston aceptó que los dos personajes tenían sus similitudes, pero resaltó las diferencias de origen, motivos y personalidad. "Bruce Wayne", dijo, "lucha contra el crimen para vengar el asesinato de sus padres", mientras que Caballero Luna "golpea a quien tenga que venir, porque él cree que es el avatar del dios egipcio de la venganza y le ayuda a que se sienta mejor con respecto a todas las personas que murieron cuando él era un mercenario". Así, mientras que Batman está motivado por la venganza por el mal hecho a sus padres, Marc Spector está motivado por la venganza como concepto. Además, Bruce Wayne, alter ego de Batman, adopta otras personalidades solo para ayudar en su lucha. Sin embargo, el Caballero Luna tiene tres alter ego, que le ayudan tanto en el trato con los demonios personales como con la lucha contra los infractores de la ley, y que han cobrado un precio más psicológico para causar trastorno de identidad disociativo. En la cuestión de su cordura, Spider-Man comentó "Luna. Me suena a lunático".

## Poderes y habilidades

### Habilidades y entrenamiento
Caballero Luna es un atleta de nivel olímpico y un hábil acróbata que se destaca en la estrategia de combate. Spector es un excelente conductor y puede pilotar un helicóptero. Gracias a su experiencia de vida y entrenamiento como marine estadounidense, boxeador y mercenario, Marc Spector se convirtió en un experto en combate cuerpo a cuerpo, francotirador, boxeo, kung fu, eskrima, judo, karate, ninjutsu, savate, y Muay thai. El estilo de lucha de Caballero Luna combina elementos de varias técnicas de combate y se basa en gran medida en la adaptabilidad, utilizando el en torno a su favor, intimidando a sus oponentes y aceptando un cierto nivel de dolor y lesiones. El villano y mercenario Taskmaster, que puede replicar perfectamente los estilos de lucha, ha declarado que prefiere no copiar al Caballero Luna ya que el héroe a veces prefiere recibir un golpe que bloquearlo o esquivarlo. Se muestra que Caballero Luna posee una tolerancia muy alta al dolor y la tortura.

### Tecnología y equipamiento
Como Caballero Luna, Spector generalmente usa una armadura corporal liviana de kevlar y una capa de planeador plateada especialmente construida que puede atrapar vientos y corrientes térmicas ascendentes. Por lo general, usa brazaletes de metal en las muñecas y las pantorrillas. Los disfraces posteriores han agregado placas de metal que brindan protección adicional a su pecho y hombros. Moon Knight emplea una variedad de armas a lo largo de su carrera, muchas de las cuales involucran o están hechas de plata. Sus armas más utilizadas son sus dardos de media luna plateados (algunos de los cuales son romos, algunos de los cuales son cuchillas) y una porra reforzada con adamantium que puede disparar un gancho de agarre y extenderse en un Bō personal. En ocasiones, también ha utilizado nunchaku y un arco compuesto. Por un breve tiempo, Caballero Luna usó guanteletes con nudillos puntiagudos.
En un momento, Caballero Luna aceptó armas de temática egipcia de oro y marfil creadas por seguidores de Khonshu. Estos incluían bolas, dardos dorados en forma de escarabajo, un búmeran de marfil, hierros arrojadizos, un garfio de lazo en forma de hacha y un arma contundente dorada en forma de ankh que brillaba en presencia de peligro. Estos artículos fueron reemplazados más tarde con armas duplicadas diseñadas por Ojo de Halcón.
En un período en el que sufre problemas de salud, Caballero Luna adopta una armadura de adamantium delgada y liviana para una mayor protección. Durante este tiempo, adquiere un bastón de adamantium, una porra capaz de disparar un cable y guanteletes que disparan dardos crecientes.
Durante los eventos de "Dark Reign", Tinkerer fabrica una armadura de carbonadio del Caballero Luna con funciones de bloqueo de articulaciones, lo que refuerza su fuerza. Caballero Luna usa esta función para evitar que un edificio se derrumbe, a pesar de la falta de fuerza sobrehumana. Además, la armadura podría ensamblarse instantáneamente alrededor de su cuerpo después de ser activada por control remoto.
Para el transporte, Caballero Luna emplea una variedad de aviones sofisticados como el Mooncoptero y el Angelwing, un mini-jet con VTOL (despegue y aterrizaje vertical) y cañones de 20 mm. En ocasiones, Caballero Luna también ha utilizado una motocicleta blanca personalizada, una limusina blanca a control remoto y un dron / planeador en forma de media luna a control remoto capaz de transportar a una sola persona.
Durante el inicio del evento "Era de Khonshu", el culto que adora a su divinidad le proporcionó a Marc Ankhs mágicos que le permitieron drenar y utilizar los poderes primordiales otorgados a los más poderosos de la Tierra a través de su colorida ascendencia prehistórica. Tomando los poderes de Iron Fist de Daniel Rand, el espíritu de venganza Zarathos del Ghost Rider junto con su Hellcharger, y las habilidades místicas pertenecientes al Hechicero Supremo Doctor Strange. Los adquirió con la intención de asimilar los de Star Brand, la Fuerza Fénix y el Mjolnir imbuido en la Fuerza Odín que también pertenecen al Padre Todopoderoso Thor.

### Súperpoderes
En más de una ocasión, Marc Spector murió y luego fue resucitado por la entidad de otra dimensión Khonshu. No se sabe si Khonshu hará esto continuamente, convirtiendo a Marc Spector en inmortal, o si solo lo hará hasta que elija un nuevo campeón.
Debido a que Khonshu alteró su cerebro, Marc Spector es más resistente a los ataques psíquicos y telepáticos que la persona promedio. A veces experimenta visiones de profecía o una percepción mejorada. Inicialmente, algunos creyeron que estas visiones eran delirios o estaban inspiradas simplemente por la autohipnosis de Spector sin darse cuenta, pero ahora se sabe que Khonshu es real y le otorga estas visiones. Se ha insinuado en varias historias que la conexión de Marc con Khonshu y esta percepción sobrenatural aumenta cuando usa su traje de Caballero Luna, ya que representa las "vestiduras" del dios de la luna. El villano a sueldo Perfil tiene una capacidad de análisis sobrehumana que no funciona correctamente en seres con habilidades sobrenaturales/basadas en la magia, y comentó que le resultaba doloroso mirar a Marc Spector cada vez que el héroe se ponía su disfraz de Caballero Luna. Perfil no estaba seguro de si esto se debía a la enfermedad mental de Spector o si usar el disfraz ayudó a Caballero Luna a acceder directamente al poder del dios de la luna.
Durante el tiempo que Caballero Luna adoptó armas doradas y de marfil (que simbolizan su estatus como el Puño de Khonshu), su fuerza, resistencia y reflejos aumentaron dependiendo de las fases de la luna, operando a un nivel sobrehumano durante una noche de luna llena. Incluso durante la luna nueva, puede levantar varios cientos de libras. Aunque algunos creían que esta fuerza sobrehumana no tenía nada que ver con Khonshu y era el resultado de la auto-hipnosis, ahora se sabe que Khonshu es real y está directamente relacionado con Marc Spector. Khonshu luego eliminó este poder de Caballero Luna como castigo por la desobediencia y nunca lo devolvió.
Después de la "Guerra de la Serpiente", la deidad protectora de Marc, Khonshu, optó por potenciar aún más a su campeón en la Tierra con todas las nuevas habilidades en preparación para el surgimiento de Mefistófeles. Al darle a su heraldo la mayor parte del poder de la supremacía de la luna; Marc estaría dotado de todas las habilidades de su tocayo como el Puño de Khonshu junto con un par de otros fuera de los criterios. Se le otorga la capacidad de transformación para cambiar hacia y desde su identidad disfrazada a voluntad, además de poderes sobre los efectos lunares, como crear formaciones rocosas astrales que consisten en satélites orbitales planetarios, levantar y comandar a los muertos; momias leales a su divinidad, empoderamiento lunar bajo la súper luna creada por la voluntad de Khonshu y la capacidad de sobrevivir sin ayuda en los fríos rincones del espacio sin soporte vital. Estos poderes le dieron al Caballero Luna suficiente fuerza bruta para luchar y derrotar a los héroes más poderosos del mundo, Los Vengadores.
Por un breve tiempo, Caballero Luna se convirtió en un avatar anfitrión de la inmortal Fuerza Fénix, el raptor cosmológico que gobierna la vida, la muerte y el renacimiento en todo el universo y, potencialmente, en el multiverso. Poseer todas las habilidades y destrezas típicas de un Avatar a la entidad cósmica con respecto a la piroquinesis cósmica, telequinesis, vuelo, etc.

## Personajes secundarios
A lo largo de sus diferentes historias, ciertos personajes secundarios ayudan frecuentemente a Marc Spector en sus actividades como Caballero Luna.
- Marlene Alraune – Una arqueóloga, su padre es asesinado por Raoul Bushman. Ella conoce y es salvada por Marc horas antes de su primera resurrección a manos de Khonshu. A pesar de su creencia inicial de que Khonshu no es real, apoya la carrera de Marc como Caballero Luna, convirtiéndose en su asesora y ayudante, así como en su amante. Más tarde, cree que Khonshu es real, pero aún alienta al Caballero Luna a dejar atrás la violencia y vivir plenamente como Marc Spector o Steven Grant. Los dos se separan en múltiples ocasiones.
- Bertrand Crawley – Un vagabundo y ex vendedor de libros de texto que actúa como uno de los informantes de Caballero Luna sobre actividades inusuales en las calles.
- Jean-Paul "Frenchie" DuChamp – Piloto de helicóptero y amigo más cercano de Caballero Luna. Los dos se conocen después de que Marc dejó los Marines. Frenchie es un mercenario pero con principios morales que no le gusta comprometer, lo que lo lleva a apoyar completamente la elección de Marc Spector de proteger a las personas y vengar a los agraviados en lugar de beneficiarse del combate y la matanza.
- Culto de Khonshu – Un culto secreto y aislado de sacerdotes y eruditos dedicados a Khonshu. Los miembros están motivados para ayudar a los avatares de Khonshu en la Tierra y le han proporcionado a Marc Spector una información especial y armamento en raras ocasiones. En diferentes momentos, las facciones rebeldes del Culto de Khonshu que creen que Marc Spector no es apto para ser el Caballero Luna han actuado en su contra.
- Gena Landers – Una gerente de comedor. Es amiga de Jake Lockley y lo ayuda a obtener información.
- Ray Landers – El hijo de Gena Landers, es un experto piloto y mecánico que ayuda a Jake Lockley a obtener información. Pilota el Mooncoptero cuando Frenchie no está disponible.[103]
- Ricky Landers – El hijo de Gena Landers y hermano de Ray Landers.[103]
- Reese – Una vampira ayudada por Caballero Luna. Ella es su asistente en la gestión de la Misión Medianoche y actúa como su investigadora durante diferentes investigaciones criminales.
- Gabinete Sombra – Un consejo temporal de asesores de los negocios y actividades de justiciero de Marc Spector. Los miembros usaban nombres en clave y celebraban reuniones por videoconferencia o proyección holográfica. El Gabinete Sombra incluía al experto en tecnología Stash, la mujer de negocios Penny Annie, el jefe del crimen de bajo nivel Don G y el psicólogo Sigmund (quien actuó temporalmente como terapeuta de Marc).
- Cazador de Luna – Dr. Baldr, otro seguidor de Khonshu y el puño izquierdo.
- Diatrice Alraune – La hija de Marc Spector y Marlene Alraune.
- Khonshu – El dios que le dio a Marc Spector sus poderes e identidad como su avatar. Si bien fue un aliado de Marc para sus primeras aventuras en historias recientes, se volvió más antagónico, como cuando fue el villano principal de la serie de 2016 y la historia de The Age of Khonshu en la carrera de Jason Aaron en Avengers.
- Detective Flint – Un detective que actúa como aliado de Marc de la fuerza.
- Nedda – Sirvienta del Caballero Luna cuando estaba en su Steven Grant Persona.
- Peter Alraune – El padre de Marlene Alraune y murió a manos de Bushman.
- Rob Silverman – El esposo de Frenchie.
- Samuels – El mayordomo del Caballero Luna.
- Perfil – Un banquero delator. Un mutante con la capacidad de analizar cualquier cosa.
- Toltec – Un vigilante de México.

## Enemigos
Si bien Caballero Luna ha luchado contra muchos villanos famosos del Universo Marvel, también ha acumulado su propia galería de villanos que tienen una conexión personal con él y/o rara vez aparecen fuera de sus propias historias. Los principales enemigos recurrentes del Caballero Luna incluyen:
- Agony
- Arthur Harrow
- Ammut
- Arsenal
- Espectro Negro
- Bogeyman
- Barbazul
- Cobra (antes)
- Bora
- Hobgoblin (Jason Macendale)
- Raoul Bushman
- Comité
- Jester
- Hombre de Medianoche (Anton Mogart)
- Perfil
- Morfeo
- Amatsu-Mikaboshi
- Caballero Sombra (Randall Spectre)
- Scarlet Vitral (antes)
- Skein

## Otras versiones

### 2099
El cómic de One-shot 2099: Destino de Manifiesto (marzo de 1998) presentó una versión del Caballero Luna de Marvel 2099 es una mujer, que lucha contra la delincuencia en la ciudad lunar de Attilan. Destino Manifiesto fue la última historieta publicada de la línea de Marvel 2099 y el personaje no ha reaparecido desde entonces. Su identidad, habilidades y motivaciones no fueron revelados.

### S.H.I.E.L.D.
En abril de 2010 S.H.I.E.L.D. # 1 cuenta con una versión egipcia del Caballero Luna. Esta versión es similar en apariencia a la estatua de Khonshu que Marc Spector adoró en el pasado. Se le puede ver con un bastón que tiene una media luna en la parte superior.

### House Of M
Caballero Luna aparece en House of M como parte de la Resistencia Sapien de Luke Cage contra la Casa de Magnus (Magneto, Quicksilver, Polaris y la Bruja Escarlata), aunque no lleva su traje en esta línea de tiempo. También aparece en House of M: Avengers vestido con su traje. Un poco más de su historia de fondo se descubre así, todavía siguen Khonshu y todavía sufre múltiples personalidades.

### Old Man Logan
En las páginas de Viejo Logan, se vio un flashback donde Moon Knight ayudó a Daredevil y She-Hulk a luchar contra Encantadora y Electro en Manhattan. En su lucha contra Electro, Moon Knight fue electrocutado en un estado de inconsciencia.

### Marvel Zombies
En Marvel Zombies, Caballero Luna es uno de los superhéroes infectados por la plaga zombi. Él está en su forma de vida en la edición de un tiro, Marvel Zombies: Dead Days como parte de la resistencia organizada por Nick Fury pero se supone que se convirtió en uno de los zombis en una batalla posterior. En el número 5 de Marvel Zombies vs Army of Darkness, es atacado por 'Deadites', versiones reanimadas de muchos de los seres humanos muertos. Deseando venganza, estos Deadites aparentemente desgarran al Caballero Luna. Es de suponer que se escapa, como se le ve en el primer número de la serie regular Marvel Zombies, que se fijará después de Ejército de las Tinieblas. Es más tarde asesinado por Silver Surfer en defensa propia, cuando Caballero Luna intenta atacar y devorar al heraldo entre los otros Marvel Zombies. Un zombi Caballero Luna se ve en la serie 'Marvel Zombies: Retorno: Los Vengadores'.

### Versión Ultimate
Un ex marino SEAL, la versión Ultimate es el producto de un experimento del Súper Soldado que salió mal. Antes de convertirse en Caballero Luna, él trabajó para la Corporación Roxxon como Paladín. También se observa que tiene una forma de trastorno de identidad disociativo. En el cómic, las "personalidades" de Steven Grant, Marc Spector, Caballero Luna, una pequeña niña pelirroja sin nombre y sin ojos, y Ronin interactúan a través de un monólogo interior. Vive con su novia Marlene. Ella muestra conocer su identidad de Caballero Luna.
La versión Ultimate aparece por primera vez en Ultimate Spider-Man# 79 en la historia Warriors. Él es un participante activo de una guerra de bandas llevada a cabo por el Kingpin y el recién llegado Hammerhead.
Durante la batalla, es atravesado por la asesina Elektra Natchios. Aunque está gravemente herido, Caballero Luna somete a Elektra con una hoja de luna en la cabeza antes de caer en coma. Al despertar, Caballero Luna se escapa de la custodia y se involucra en una pelea con Punisher, Spider-Man y Daredevil. Después de la batalla, Daredevil invita al Caballero Luna a unirse a una organización de superhéroes con el objetivo de derrocar a Kingpin.
Como parte de este grupo, Spector adopta la identidad de Ronin para infiltrarse en las filas del Kingpin. La idea de convertir a 'Ronin' en el personaje principal se hace por las personalidades de Steven Grant y Marc Spector, que se oponen a la persona Caballero Luna y las preocupaciones de la persona de la pequeña niña. Al hacerlo, crean una personalidad mucho más despiadado que el Kingpin encontraría adecuado. Caballero Luna queda enojado por esta decisión, pero es aparentemente destruido por la personalidad Ronin.
Kingpin descubre que Ronin está trabajando para Daredevil y ordena su ejecución. Sobrevive, sin embargo, y después de recuperar la conciencia va a la policía alegando que el Kingpin ordenó su ejecución. Esto proporciona una carga para la policía para detener al Kingpin, pero tiene que revelar su identidad secreta por un cargo para ser colocado. También parece que el personaje Caballero Luna sigue vivo después de que el personaje Ronin decide despertarlo.

### Universo X
En Universo X, Caballero Luna está enfrascado en una batalla sin fin con los Hijos de Set, en la estatua de Khonshu. En realidad se dice que Marc Spector ha estado muerto desde el principio, y así como la luna refleja la luz, Spector ha estado "reflejando" la forma de un hombre vivo, por lo que él es efectivamente inmortal. Por otra parte, se sugiere también que la inspiración original para el dios de la luna Khonshu fue el Vigía Uatu que ve la Tierra desde su base en la Luna.

## En otros medios

### Adaptaciones cinematográficas
El Caballero Luna es referenciado indirectamente en Captain America: The Winter Soldier cuando se le pregunta a Jasper Sitwell sobre amenazas para la organización Hydra, éste menciona a «un comentarista de El Cairo».

### Televisión
- Mientras que una serie de televisión del Moon Knight fue anunciada, muy poco o nada se ha mencionado desde finales de 2006. Escrito por Jon Cooksey (Rugrats, El Coleccionista, ReBoot) confirma que está actualmente en el desarrollo de la serie de televisión del Caballero Luna. Jon Cooksey ha confirmado que los seis guiones escritos no fueron recogidos y los derechos han vuelto a Marvel.
- El nombre de Marc Spector es mencionado de pasada en el episodio piloto de Blade: la serie (protagonizada por Kirk Jones). Spector es descrito como un experto en hombres lobo. Marc también se dice que es un colega del profesor Melvin Caylo, especialista en vampiros. El personaje de Spector no apareció en la serie antes de que fuera cancelada.

#### Animación
- El Caballero Luna aparece en la cuarta temporada de Ultimate Spider-Man vs. Los 6 Siniestros, episodio, "Fiestas con Luna Llena", con la voz de Diedrich Bader.[105][106] Esta versión se muestra para seguir el consejo de la Luna, donde no hay mención de Khonshu. Persigue a Frances Beck antes de que Spider-Man, confundiendo al Caballero Luna con un villano, la salve mientras cuida la casa de Doctor Strange. Después de descubrir que Frances es la hija y posible sucesora de su padre Quentin Beck/Mysterio, Spider-Man trabaja con el Caballero Luna para derrotarla. Usando una varita especial de una habitación restringida en el Sanctum Sanctorum, Caballero Luna apuñala el casco de Mysterio, lo que permite a Spider-Man liberar a los Beck. Después de esto, Caballero Luna se une a Spider-Man, May Parker y los Beck en una cena de Navidad. En la escena final, el Caballero Luna se queja de un comentario sobre Spider-Man hablando con personas que ellos no están allí, al igual que hizo comentarios sobre el Caballero Luna hablando con la Luna.
- El Caballero Luna aparece en Avengers Assemble, con la voz de Gideon Emery.[107] Hace un cameo en la segunda temporada, el episodio "Un Mundo de Vengadores", entre los héroes que los Vengadores planearon reclutar en su programa de expansión. Caballero Luna aparece por completo en la cuarta temporada, en el episodio "Más allá", donde la pirámide que está custodiando termina en el dominio del Battleworld de Egyptia. Cuando el Capitán América y la Viuda Negra entran a la pirámide y se reúnen con Iron Man, luchan contra un Caballero Luna controlado por la mente y un ejército de momias de arena para reclamar un cierto orbe que está custodiando. Después de una larga batalla, Iron Man destruye el dispositivo que controla a Caballero Luna mientras ayuda a acabar con las momias restantes. Cuando el Capitán América le agradece su ayuda y declara que necesitarían más soldados en la batalla, Caballero Luna declara que tiene que evitar que los malos encerrados en la pirámide sean liberados. Antes de partir con Iron Man y Viuda Negra, el Capitán América declara que la oferta sigue en pie cuando él está listo.
- Caballero Luna aparece en el episodio de la serie animada Spider-Man, "Vengeance of Venom", con la voz de Peter Giles. Esta versión se convirtió en un sobreviviente cínico después de que alguien cercano a él fuera asesinado, lo que lo llevó a abandonar la identidad del Caballero Luna. Marc Spector salva a Spider-Man durante la invasión de los Klyntar, pero se muestra reacio a asumir la identidad del Caballero Luna nuevamente. Después de una charla de ánimo de May Parker durante otra batalla con Klyntar, Spector se convierte nuevamente en Caballero Luna y ayuda en la lucha contra los alienígenas.

#### Universo Cinematográfico De Marvel
Las identidades de los personajes de Marc Spector / Moon Knight, Steven Grant / Mr. Knight y Jake Lockley aparecen en los medios de acción en vivo ambientados en el Universo Cinematográfico de Marvel, interpretados por Oscar Isaac. En el UCM, la identidad de Marc Spector se representa como un ex-mercenario que asume el papel de Moon Knight bajo el dios egipcio Khonshu para salvar su vida, la identidad de Steven Grant es un empleado de una tienda de regalos británica que asume el alias de Mr. Knight, bajo de Khonshu, y la identidad de Jake Lockley se representa como un español rico y brutal y el avatar y amigo favorito de Khonshu. Isaac estaba en conversaciones para el papel en octubre de 2020, y fue elegido en enero de 2021, antes de que Marvel confirmara oficialmente su elección en mayo.
- El personaje aparece por primera vez en la serie de Disney+, Moon Knight, que se estrenó el 30 de marzo de 2022[3]
- El 10 de noviembre de 2019, el presidente de Marvel Studios, Kevin Feige, reveló que Moon Knight aparecerá en futuras películas del UCM luego de su presentación en su serie Disney+.[114]

### Videojuegos
- Caballero Luna es uno de los personajes jugables en las versiones de la nueva generación de Marvel: Ultimate Alliance[115] con la voz de Nolan North. Él puede usar su traje Clásico, Ultimate, y Khonshu. Él también es un personaje por defecto en la versión del juego de próxima generación de consolas (Wii, Xbox 360 y PlayStation 3). Un mod disponible para las versiones de PC, PS2, PSP y Xbox del juego lo desbloquean como un personaje jugable, agregando un cuarto disfraz etiquetado como 'Moderno', que se parece mucho a su traje de la figura de acción con los guanteletes de brazo y pierna, previamente el traje negro 'Retro'.
- En el videojuego Ultimate Spider-Man, mientras compite contra la Antorcha Humana, Spider-Man se burla de su oponente diciendo "¡El Caballero Luna es más rápido que tú!"
- Caballero Luna aparece en Spider-Man: Web of Shadows con la voz de Robin Atkin Downes. Spider-Man por primera vez lo encuentra en su Lunacóptero en la parte superior de la Torre Spector cuando la Gata Negra hace su escape y Spider-Man derrota las fuerzas de Kingpin. Él y Buitre discuten sobre la idea de Spider-Man de liberar a Tinkerer de la Isla Ryker a la hora de la invasión de los simbiontes, y aún le da a Spider-Man un viaje a la instalación si elige el camino del traje rojo. Más tarde, ayuda a S.H.I.E.L.D. en la lucha contra la invasión simbiótica. Después de la derrota de Simbionte-Buitre, Caballero Luna lleva a Spider-Man al Helicarrier de SHIELD que Venom y sus simbiontes están atacando si el jugador tiene una alineación al traje rojo. Los conceptos de arte muestran en los créditos finales de las versiones de PS3, Xbox 360 y Wii muestran a un Simbionte-Caballero Luna, pero este concepto no fue utilizado en el juego real. En la versión de PSP, es un personaje que ayuda a utilizar sus ataques lunares sobre los enemigos.
- Caballero Luna es uno de los personajes desbloqueables por tareas ocultas en Marvel: Avengers Alliance.[116]
- Caballero Luna es un personaje desbloqueable y jugable en el videojuego Lego Marvel Superhéroes de TT Games.[117]
- Caballero Luna es un personaje desbloqueable y jugable en el videojuego para IOS y Android: Marvel Future Fight.[118]
- Caballero Luna aparece como un personaje jugable desbloqueable en Lego Marvel Super Heroes 2.[119]
- Caballero Luna aparece como un personaje jugable desbloqueable en Marvel Contest of Champions.[120]
- Caballero Luna aparece como un personaje jugable en Marvel Rivals.[121]

### Coleccionables

#### Figuras de acción
Caballero Luna ha tenido cinco entregas de figuras en los últimos años (seis como una variante en la cifra más reciente). La primera cifra fue una figura exclusiva lejos del correo de la Línea "Marvel Gold". Era una figura simple basada en una escultura de base ToyBiz, con una capa delgada de látex y como cinturón (una reminiscencia del estilo de vestuario empleado por el artista Stephen Platt). La figura fue pintada de blanco, con una cabeza de negro. La segunda figura del Caballero Luna era de la 10 Línea del Universo Marvel. Esta cifra fue un repintado de una escultura de base (usada para Spider-Man, Daredevil, y muchos otros) e incluyó una capa de tela. La figura fue pintada de blanco, tenía bandas amarillas en los brazos, y una cabeza de negro. Más recientemente el Caballero Luna ha sido incluido en la línea Marvel Select de Diamond Select Toys. Esta versión de la figura viene con una capa de goma y accesorios de goma de dardos de media luna, así como una estatua de Khonshu. La figura está pintada de un color grisáceo, con una cabeza de negro, bandas blancas para los brazos y las botas. El Caballero Luna también ha aparecido en una serie reciente de la línea Marvel Legends. Esta figura está pintada de negro, con guantes blancos, botas, y una capa. Viene tanto con un accesorio de nunchuk y un bastón, y su capa es de goma también. También cuenta con un fondo de cartón impreso. Esta cifra también tuvo una variante poco frecuente. La variante es idéntica en que el traje se plata brillante en lugar de negro. Recientemente, el Caballero Luna ha sido lanzado en la línea del Universo Marvel 3 3/4. En esta línea, Caballero Luna es blanco con un rostro negro, y viene con una capa de goma, un dardo arrojadizo en forma de media luna y un bastón.

### Estatuas
El Caballero Luna ha tenido un busto pequeño y dos versiones de la misma estatua publicadas por Bowen.

## Ediciones recogidas
- Essential Moon Knight Vol. 1 (recogiendo Werewolf By Night #32-33; Marvel Spotlight #28-29; Spectacular Spider-Man #22-23; Marvel Two-In-One #52; Hulk Magazine #11-15, 17-18, 20-21; Marvel Preview #21; Moon Knight (Vol. 1) #1-10. ISBN 0-7851-2092-0)
- Essential Moon Knight Vol. 2 (recogiendo Moon Knight (Vol. 1) #11-30. ISBN 978-0-7851-2729-1)
- Essential Moon Knight Vol. 3 (recogiendo Moon Knight (Vol. 1) #31-38 (Vol. 2) #1-6, Marvel Fanfare #30, #38-39, Solo Avengers #3, Marvel Super-Heroes #1)
- Moon Knight Vol. 1: The Bottom Premier Hardcover (recogiendo Moon Knight volumen 4, #1-6)
- Moon Knight Vol. 2: Midnight Sun (recogiendo Moon Knight volumen 4, #7-13, anual 2007)
- Moon Knight Vol. 3: God & Country (recogiendo Moon Knight volumen 4, #14-20)
- Moon Knight Vol. 4: Death of Marc Spector (recogiendo Moon Knight volumen 4, #21-25, anual 2008)
- Moon Knight Vol. 5: Down South (recogiendo Moon Knight volumen 4, #26-30)